# Kodachi

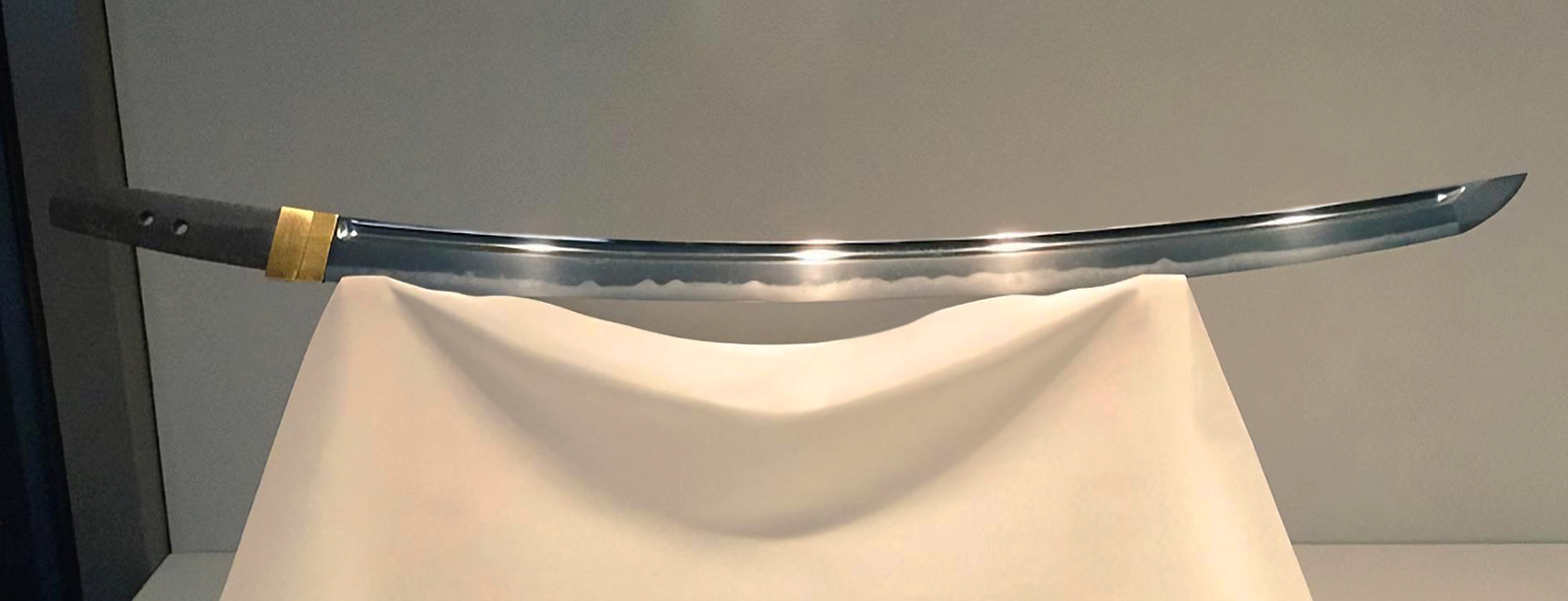
Un kodachi (Hachiya Nagamitsu), siglo 13

Un kodachi (小太刀 o こだち?) (literalmente, tachi pequeño) es un tipo de espada japonesa demasiado corta como para considerarla una espada larga y demasiado larga para considerarla una daga o tantō japonés.  
Son tachi con longitud menor que 2 shaku (60,6 cm) aproximadamente, sin embargo no es un wakizashi. 
Es una de las espadas (sables) tradicionalmente japonesas (nihonto) utilizadas por la clase samurái del Japón feudal. 

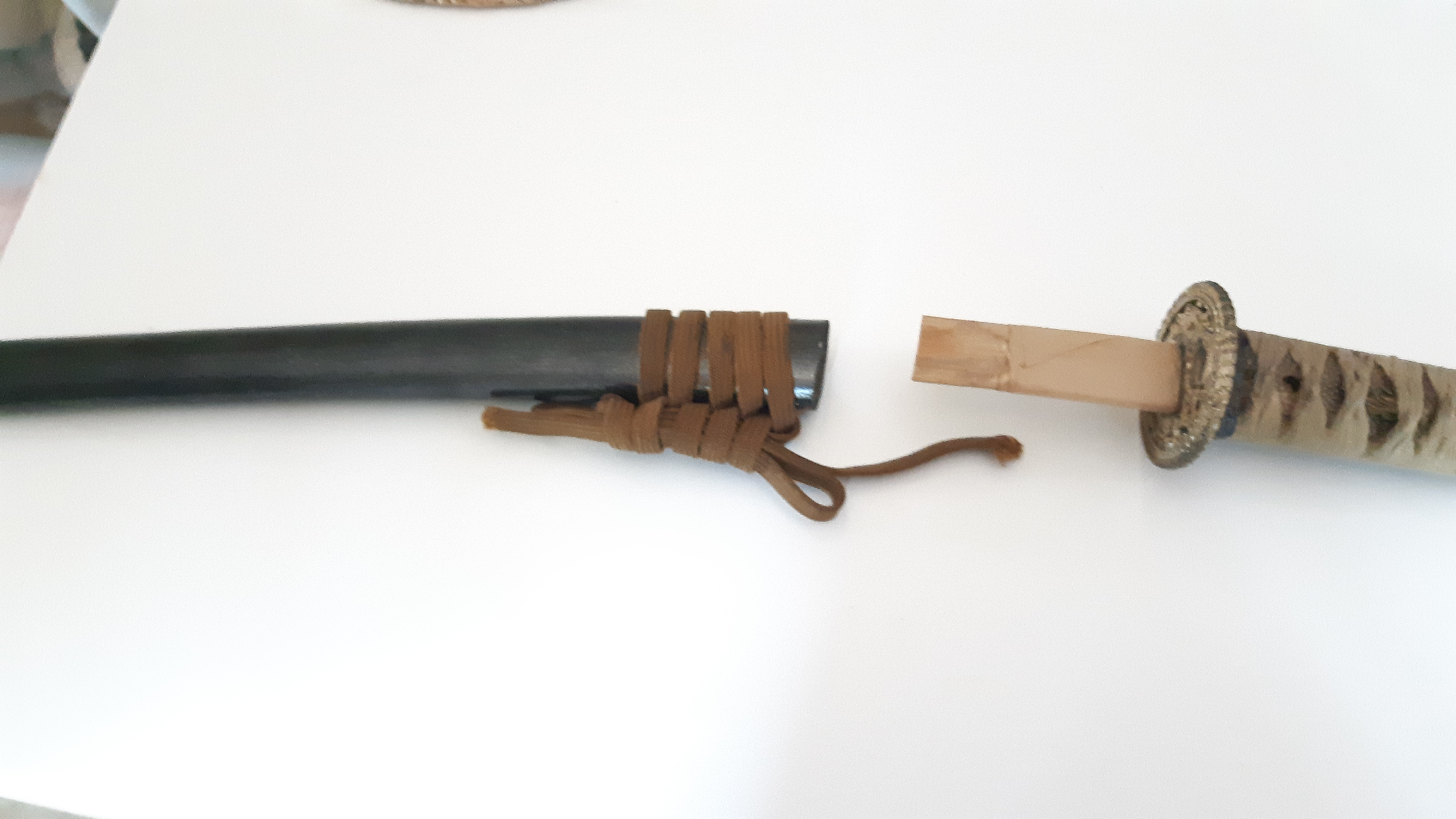
Kodachi de la Escuela Heiho Niten Ichi Ryu (Miyamoto Musashi).

El kodachi es de principios del periodo Kamakura (1185-1333) y se encuentran en la forma de un tachi.
El uso exacto del kodachi es desconocido; puede haber sido una espada acompañante del tachi de tamaño normal o puede haber sido un arma para un adolescente.
Parece haberse producido sólo en un cierto período de tiempo por las escuelas específicas de los fabricantes de espadas.
Algunas hipótesis sostiene que son tachi que portaba dentro de los carros de vacas (carros de los nobles). Otros sostienen que son tachi empleados por guerreros infantiles.
En un escrito del Chosentsuushinshi (enviados diplomáticos a Corea), indica que un bushi (guerrero japonés) lleva 3 katanas: 1 para matar, 1 para defender y otra para suicidarse. Comprendemos que, el tachi es para matar, el kodachi o kogatana para defender y el tantō para el suicidio (seppuku).
El kodachi suelen estar forjados por algunos maestros forjadores reconocidos, por lo tanto eran encargos de la clase alta, y por lo que la hipótesis más fuerte es el empleo del kodachi en sitios reducidos como en carros de vacas, y más que de atacar, es para defender.